# قرار مجلس الأمن التابع للأمم المتحدة رقم 1963
قرار مجلس الأمن التابع للأمم المتحدة رقم 1963، الذي اتخذ بالإجماع في 20 ديسمبر 2010، بعد التأكيد على القرارات 1373 (2001)، 1535 (2004)، 1624 (2004)، 1787 (2007) و1805 (2008)، قرر المجلس استمرار المديرية التنفيذية للجنة مكافحة الإرهاب بتوجيه من لجنة مكافحة الإرهاب لمدة ثلاث سنوات أخرى حتى 31 ديسمبر 2013.

## القرار

### أعمال
وأكد المجلس أن دور لجنة مكافحة الإرهاب هو ضمان التنفيذ الكامل للقرار 1373. ومدد للمديرية التنفيذية للجنة مكافحة الإرهاب باعتبارها مهمة سياسية خاصة حتى 31 ديسمبر 2013. ودُعيت الدول الأعضاء إلى مواصلة تقديم الدعم التقني والمساعدة في وضع استراتيجيات لمكافحة الإرهاب. كما صدرت تعليمات للمديرية التنفيذية بتقديم تقرير عن تنفيذ القرارين 1373 و1624 على التوالي في 30 يونيو و31 ديسمبر 2011.
كما أبرز القرار أن مكافحة الإرهاب واحترام حقوق الإنسان أمران متكاملان.